# Árónovité
Árónovité, příp. áronovité, (Araceae) je čeleď jednoděložných rostlin z řádu žabníkotvaré (Alismatales). Jsou to byliny, vzácně i dřeviny, pozemní nebo vodní rostliny, liány i epifyty, často s hlízami či oddenky. Charakteristická jsou pro ně hustá palicovitá květenství drobných květů podepřená nápadným listenem – toulcem. Je to početná čeleď zahrnující přes 3500 druhů ve skoro 150 rodech a je rozšířena po celém světě, zejména však v tropech. V České republice se vyskytují 2 druhy árónu, ďáblík bahenní, ze vzplývajících druhů okřehky, závitka mnohokořenná a drobnička bezkořenná. Řada árónovitých náleží mezi oblíbené pokojové nebo akvarijní rostliny. Pro škrobnaté hlízy nebo oddenky jsou některé tropické a subtropické druhy pěstovány jako zemědělské plodiny, zejména taro – kolokázie jedlá (Colocasia esculenta). Árónovité mohou v buňkách obsahovat dráždivé jehličkovité krystalky šťavelanu vápenatého (rafidy), které dráždí ústa a trávicí soustavu býložravců, ale i člověka.

## Popis

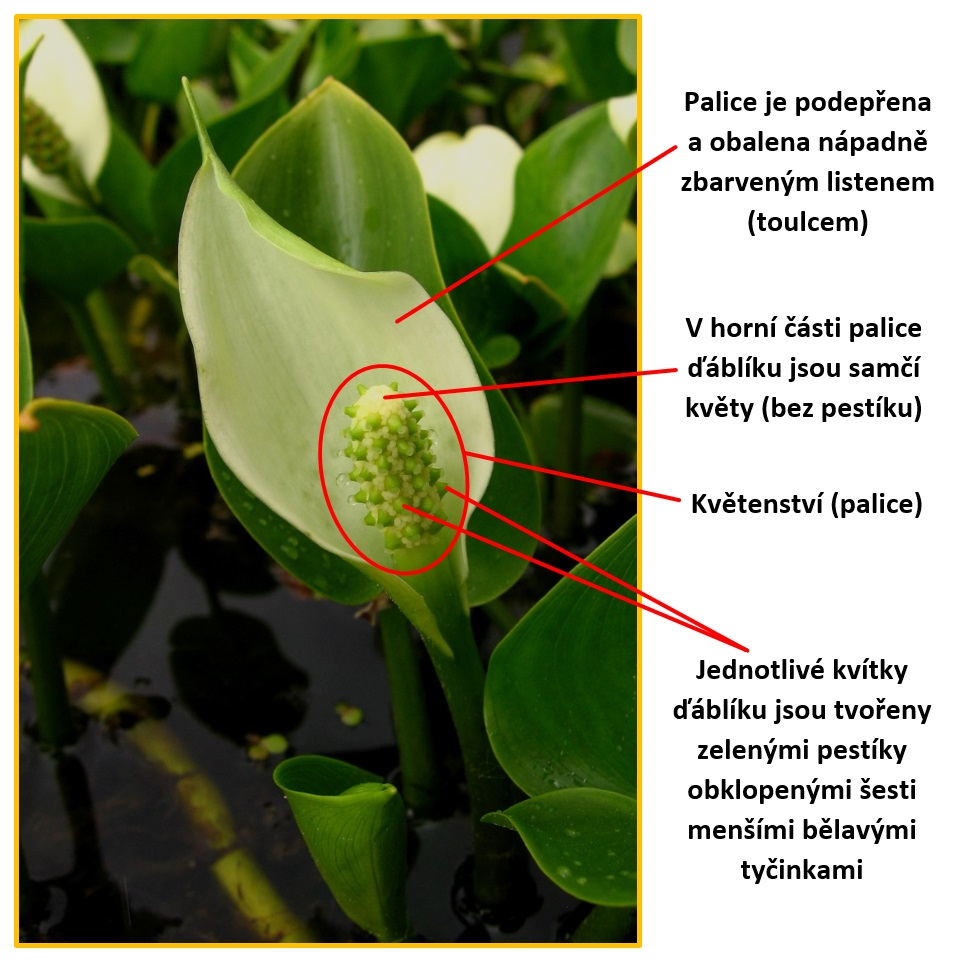
Stavba květenství árónovitých na příkladu ďáblíku bahenního

Jedná se hlavně o byliny, některé filodendrony (Philodendron) mohou být až keřovitého či stromkovitého vzrůstu. Árónovité jsou vytrvalé, vzácněji jednoleté, často s hlízami nebo oddenky. Jsou to pozemní rostliny, ale někdy i epifyty, liány, nebo vodní rostliny, kořenující ve dně i plovoucí jako např. babelka (Pistia). Listy jsou někdy nahloučeny v růžici na bázi, jindy (zejména u lián) jsou ve střídavém postavení na stonku, jsou řapíkaté (výjimečně přisedlé), s listovými pochvami. Žilnatina je zpeřeně či dlanitě větvená nebo vzácněji souběžná, např. u vodoklasu. Listy jsou často srdčité, hrálovité nebo střelovité.

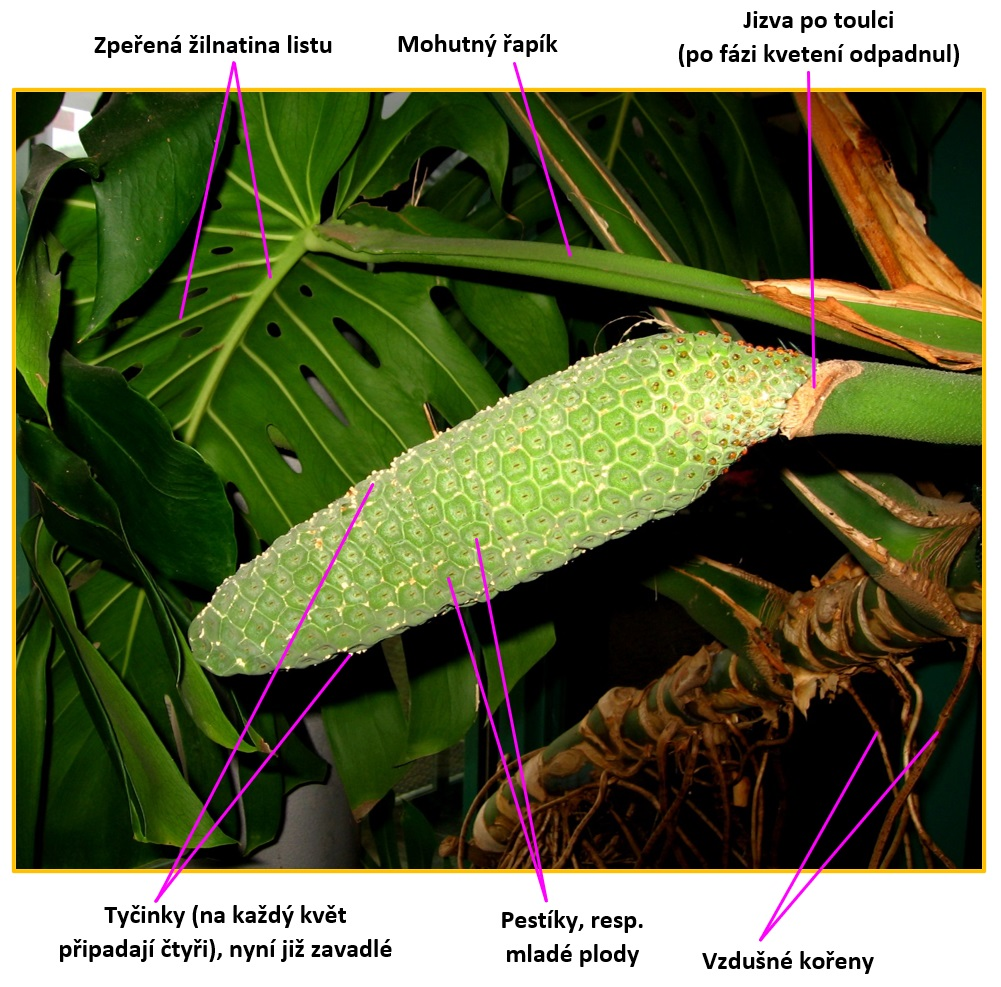
Mladé plodenství monstery skvostné

Jde o rostliny jednodomé nebo dvoudomé, případně mnohomanželné, květy mohou být oboupohlavné nebo jednopohlavné. Drobné květy jsou v husté spirále popř. v přeslenech nahloučeny v květenstvích, v ztlustlých klasech označovaných jako palice. Květenství je podepřeno toulcovitým listenem (mnohdy barevným), vzácně je bez toulce. Okvětí chybí nebo je přítomno 4–8, výjimečně až 12 okvětních lístků ve 2 přeslenech, převažuje však uspořádání 2 + 2 nebo 3 + 3. Jsou-li přítomny, jsou okvětní lístky drobné a často ztlustlé. Tyčinek je 4–8, výjimečně až 12, ve 2 přeslenech, převažuje však uspořádání 2 + 2 nebo 3 + 3. Gyneceum je složeno ze 3 plodolistů, vzácněji z 1–8, pestík je jediný čili gyneceum je monomerické (či pseudomonomerické) a synkarpní, čnělka 1, semeník je svrchní. Plod je dužnatý, vzácně suchý, zpravidla peckovice nebo bobule, vzácněji oříšek, měchýřek nebo tobolka.
Mezi árónovité řadíme také skupinu okřehků a jejich přibuzenstva (podčeleď Lemnoideae), což jsou extrémně redukované plovoucí rostliny. Celá jejich lodyha má „stélkovitý“ tvar, „stélka“ je drobná a kulovitá či čárkovitá, někdy je tento útvar z morfologického hlediska považován za list, jindy za stonek či za kombinaci obého. Někdy – např. u drobniček (Wolffia) – stélka zcela postrádá kořeny. Jejich květenství je redukováno až na pouhé 2–3 květy, přičemž samčí jsou tvořeny jedinou tyčinkou.

## Rozšíření ve světě
Je známo asi 150 rodů a asi 3500 druhů, existuje však více odhadů jejich počtu. Záleží i na pojetí rodů a druhů, jež se u různých autorů liší. Lze se proto setkat s nižšími i vyššími čísly. Je pravděpodobné, že zejména mezi pralesními epifyty existují i dosud nepopsané druhy.
Árónovité jsou rozšířeny hlavně ve vlhkých tropech a v subtropech, méně v mírném pásu. Okřehky jsou kosmopolitní a zasahují i daleko na sever a jih kontinentů.

## Rozšíření v Česku
V ČR rostou zástupci 5 rodů a celkově 10 druhů. Z pozemních druhů zde roste árón plamatý (Arum maculatum), árón východní (Arum cylindraceum) a ďáblík bahenní (Calla palustis). Občas přechodně zplaňuje tropická vodní rostlina babelka řezanovitá (Pistia stratiotes). Rod okřehek (Lemna) je zastoupen 4 - 5 druhy: okřehek menší (Lemna minor), okřehek trojbrázdý (Lemna trisulca), okřehek hrbatý (Lemna gibba), nedávno byl potvrzen okřehek červený (Lemna turionifera). Výskyt druhu okřehek nejmenší (Lemna minuta) je zatím jen předpokládán. Z rodu závitka (Spirodela) je to závitka mnohokořenná (Spirodela polyrhiza) a z rodu drobnička (Wolffia) je to drobnička bezkořenná (Wolffia arrhiza), kterou máme největší šanci najít na Břeclavsku.

## Význam

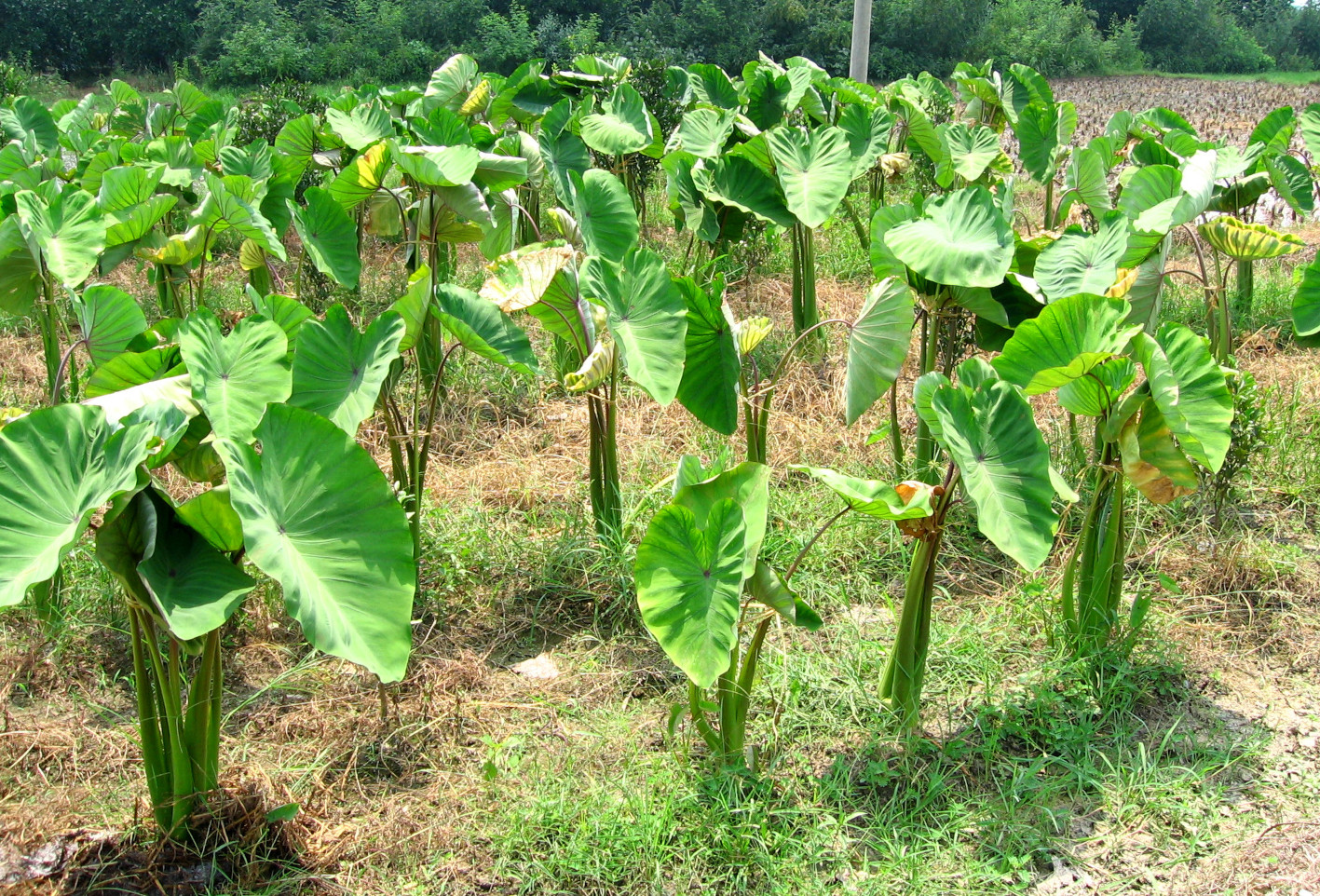
Políčko s tarem v jižní Číně

Árónovité, většinou ty, které pocházejí z tropických pralesů, mají nezanedbatelný podíl mezi pokojovými rostlinami. To souvisí i s jejich tolerancí vůči relativnímu nedostatku světla, s nímž se potýkají i v podrostu pralesů. Mezi často pěstované rody patří např. difenbachie (Dieffenbachia), módní kulkasy (Zamioculcas), liány rodů Monstera a Epipremnum, filodendrony (Philodendron), zmijovce (Amorphophallus), toulitky (Anthurium) nebo nenáročné toulcovky (Spathiphyllum). Kaly neboli kornoutice (Zantedeschia) jsou oblíbenou ozdobou kytic. Akvaristům jsou dobře známé rody anubis (Anubias) a kryptokoryna (Cryptocoryne).
Kvůli obsahu toxických rafidů (krystalků šťavelanu vápenatého) jsou mnohé árónovité považovány za jedovaté rostliny. Ostré rafidy mohou způsobovat mechanické poškození buněk sliznic, pálení v ústech, poškození jícnu, podráždění kůže, otoky postižených míst a další problémy. Přesto jsou i árónovité obsahující v pletivech tyto látky někdy důležitými tropickými plodinami. Před požitím se ale musí máčet, vařit nebo jinak upravovat, aby byla jejich toxicita potlačena. Nejvýznamnější je ze zemědělského hlediska taro, hlízy kolokázie jedlé (Colocasia esculenta). Podobné využití mají i škrobnaté oddenky alokázie (Alocasia) a další, např. hlízy některých zmijovců (Amorphophallus) či xantosom (Xanthosoma). Monstera skvostná (Monstera deliciosa) poskytuje vynikající jedlá plodenství. Jako zelenina nebo krmivo se místy využívají i okřehky (Lemna) a drobničky (Wolffia). Mají vysoký podíl proteinů a velmi rychle rostou – proto se mohou stát i významnými vodními plevely.
Drobničky (Wolffia) jsou držitelkou několika rekordů: jsou to se svou asi milimetrovou bezkořennou "stélkou" nejmenší cévnaté rostliny vůbec. Také jejich květy a plody jsou nejmenší v rostlinné říši.

## Struktura čeledi a historie jejího pojetí
|  | Gymnostachyoideae |
|  |                   |
|  | Orontioideae      |
|  |                   |

|  | Pothoideae    |
|  |               |
|  | Monsteroideae |
|  |               |

|  | Lasioideae                                                     |
|  |                                                                |
|  | \| \| Zamioculcadoideae \| \| \| \| \| \| Aroideae \| \| \| \| |
|  |                                                                |
|  | Zamioculcadoideae                                              |
|  |                                                                |
|  | Aroideae                                                       |
|  |                                                                |

|  | Zamioculcadoideae |
|  |                   |
|  | Aroideae          |
|  |                   |

|  | Pothoideae    |
|  |               |
|  | Monsteroideae |
|  |               |

|  | Lasioideae                                                     |
|  |                                                                |
|  | \| \| Zamioculcadoideae \| \| \| \| \| \| Aroideae \| \| \| \| |
|  |                                                                |
|  | Zamioculcadoideae                                              |
|  |                                                                |
|  | Aroideae                                                       |
|  |                                                                |

|  | Zamioculcadoideae |
|  |                   |
|  | Aroideae          |
|  |                   |

|  | Pothoideae    |
|  |               |
|  | Monsteroideae |
|  |               |

|  | Lasioideae                                                     |
|  |                                                                |
|  | \| \| Zamioculcadoideae \| \| \| \| \| \| Aroideae \| \| \| \| |
|  |                                                                |
|  | Zamioculcadoideae                                              |
|  |                                                                |
|  | Aroideae                                                       |
|  |                                                                |

|  | Zamioculcadoideae |
|  |                   |
|  | Aroideae          |
|  |                   |

|  | Pothoideae    |
|  |               |
|  | Monsteroideae |
|  |               |

|  | Lasioideae                                                     |
|  |                                                                |
|  | \| \| Zamioculcadoideae \| \| \| \| \| \| Aroideae \| \| \| \| |
|  |                                                                |
|  | Zamioculcadoideae                                              |
|  |                                                                |
|  | Aroideae                                                       |
|  |                                                                |

|  | Zamioculcadoideae |
|  |                   |
|  | Aroideae          |
|  |                   |

|  | Gymnostachyoideae |
|  |                   |
|  | Orontioideae      |
|  |                   |

|  | Pothoideae    |
|  |               |
|  | Monsteroideae |
|  |               |

|  | Lasioideae                                                     |
|  |                                                                |
|  | \| \| Zamioculcadoideae \| \| \| \| \| \| Aroideae \| \| \| \| |
|  |                                                                |
|  | Zamioculcadoideae                                              |
|  |                                                                |
|  | Aroideae                                                       |
|  |                                                                |

|  | Zamioculcadoideae |
|  |                   |
|  | Aroideae          |
|  |                   |

|  | Pothoideae    |
|  |               |
|  | Monsteroideae |
|  |               |

|  | Lasioideae                                                     |
|  |                                                                |
|  | \| \| Zamioculcadoideae \| \| \| \| \| \| Aroideae \| \| \| \| |
|  |                                                                |
|  | Zamioculcadoideae                                              |
|  |                                                                |
|  | Aroideae                                                       |
|  |                                                                |

|  | Zamioculcadoideae |
|  |                   |
|  | Aroideae          |
|  |                   |

|  | Pothoideae    |
|  |               |
|  | Monsteroideae |
|  |               |

|  | Lasioideae                                                     |
|  |                                                                |
|  | \| \| Zamioculcadoideae \| \| \| \| \| \| Aroideae \| \| \| \| |
|  |                                                                |
|  | Zamioculcadoideae                                              |
|  |                                                                |
|  | Aroideae                                                       |
|  |                                                                |

|  | Zamioculcadoideae |
|  |                   |
|  | Aroideae          |
|  |                   |

|  | Pothoideae    |
|  |               |
|  | Monsteroideae |
|  |               |

|  | Lasioideae                                                     |
|  |                                                                |
|  | \| \| Zamioculcadoideae \| \| \| \| \| \| Aroideae \| \| \| \| |
|  |                                                                |
|  | Zamioculcadoideae                                              |
|  |                                                                |
|  | Aroideae                                                       |
|  |                                                                |

|  | Zamioculcadoideae |
|  |                   |
|  | Aroideae          |
|  |                   |

|  | Gymnostachyoideae |
|  |                   |
|  | Orontioideae      |
|  |                   |

|  | Pothoideae    |
|  |               |
|  | Monsteroideae |
|  |               |

|  | Lasioideae                                                     |
|  |                                                                |
|  | \| \| Zamioculcadoideae \| \| \| \| \| \| Aroideae \| \| \| \| |
|  |                                                                |
|  | Zamioculcadoideae                                              |
|  |                                                                |
|  | Aroideae                                                       |
|  |                                                                |

|  | Zamioculcadoideae |
|  |                   |
|  | Aroideae          |
|  |                   |

|  | Pothoideae    |
|  |               |
|  | Monsteroideae |
|  |               |

|  | Lasioideae                                                     |
|  |                                                                |
|  | \| \| Zamioculcadoideae \| \| \| \| \| \| Aroideae \| \| \| \| |
|  |                                                                |
|  | Zamioculcadoideae                                              |
|  |                                                                |
|  | Aroideae                                                       |
|  |                                                                |

|  | Zamioculcadoideae |
|  |                   |
|  | Aroideae          |
|  |                   |

|  | Pothoideae    |
|  |               |
|  | Monsteroideae |
|  |               |

|  | Lasioideae                                                     |
|  |                                                                |
|  | \| \| Zamioculcadoideae \| \| \| \| \| \| Aroideae \| \| \| \| |
|  |                                                                |
|  | Zamioculcadoideae                                              |
|  |                                                                |
|  | Aroideae                                                       |
|  |                                                                |

|  | Zamioculcadoideae |
|  |                   |
|  | Aroideae          |
|  |                   |

|  | Pothoideae    |
|  |               |
|  | Monsteroideae |
|  |               |

|  | Lasioideae                                                     |
|  |                                                                |
|  | \| \| Zamioculcadoideae \| \| \| \| \| \| Aroideae \| \| \| \| |
|  |                                                                |
|  | Zamioculcadoideae                                              |
|  |                                                                |
|  | Aroideae                                                       |
|  |                                                                |

|  | Zamioculcadoideae |
|  |                   |
|  | Aroideae          |
|  |                   |

|  | Gymnostachyoideae |
|  |                   |
|  | Orontioideae      |
|  |                   |

|  | Pothoideae    |
|  |               |
|  | Monsteroideae |
|  |               |

|  | Lasioideae                                                     |
|  |                                                                |
|  | \| \| Zamioculcadoideae \| \| \| \| \| \| Aroideae \| \| \| \| |
|  |                                                                |
|  | Zamioculcadoideae                                              |
|  |                                                                |
|  | Aroideae                                                       |
|  |                                                                |

|  | Zamioculcadoideae |
|  |                   |
|  | Aroideae          |
|  |                   |

|  | Pothoideae    |
|  |               |
|  | Monsteroideae |
|  |               |

|  | Lasioideae                                                     |
|  |                                                                |
|  | \| \| Zamioculcadoideae \| \| \| \| \| \| Aroideae \| \| \| \| |
|  |                                                                |
|  | Zamioculcadoideae                                              |
|  |                                                                |
|  | Aroideae                                                       |
|  |                                                                |

|  | Zamioculcadoideae |
|  |                   |
|  | Aroideae          |
|  |                   |

|  | Pothoideae    |
|  |               |
|  | Monsteroideae |
|  |               |

|  | Lasioideae                                                     |
|  |                                                                |
|  | \| \| Zamioculcadoideae \| \| \| \| \| \| Aroideae \| \| \| \| |
|  |                                                                |
|  | Zamioculcadoideae                                              |
|  |                                                                |
|  | Aroideae                                                       |
|  |                                                                |

|  | Zamioculcadoideae |
|  |                   |
|  | Aroideae          |
|  |                   |

|  | Pothoideae    |
|  |               |
|  | Monsteroideae |
|  |               |

|  | Lasioideae                                                     |
|  |                                                                |
|  | \| \| Zamioculcadoideae \| \| \| \| \| \| Aroideae \| \| \| \| |
|  |                                                                |
|  | Zamioculcadoideae                                              |
|  |                                                                |
|  | Aroideae                                                       |
|  |                                                                |

|  | Zamioculcadoideae |
|  |                   |
|  | Aroideae          |
|  |                   |

Árónovité rostliny lze rozdělit do 8 podčeledí. Bazální je dvojice podčeledí Gymnostachydoidae a Orontioideae. Do první z nich patří jen australský druh Gymnostachys anceps s úzkými listy bez řapíků a s „prstnatým“ květenstvím tvořeným několika štíhlými palicemi bez toulce. Mezi Orontioidae patří jednak rod vodoklas (Orontium) bez toulce, jednak rody s normálně vyvinutým toulcem (Lysichiton a také Symplocarpus s robustním toulcem rostoucím při zemi). Další podčeledí jsou okřehkové rostliny (Lemnoidae), dříve považované za samostatnou čeleď. Vzájemně příbuzné podčeledi Pothoidae (např. Pothos, Anthurium) a Monsteroidae (např. Monstera, Rhaphidophora, Epipremnum, Scindapsus, Spathiphyllum) zahrnují řadu epifytů, často liánovitých. Zbývající tři podčeledi – Lasioidae (např. Dracontium), Zamioculcadoidae (např. Zamioculcas) a Aroidae jsou si vývojově blízké. Do poslední z nich patří většina známějších rodů, viz seznam zástupců čeledi; patří sem i rod babelka (Pistia), který býval kvůli své redukci a životu ve vodě považován za blízký okřehkům.

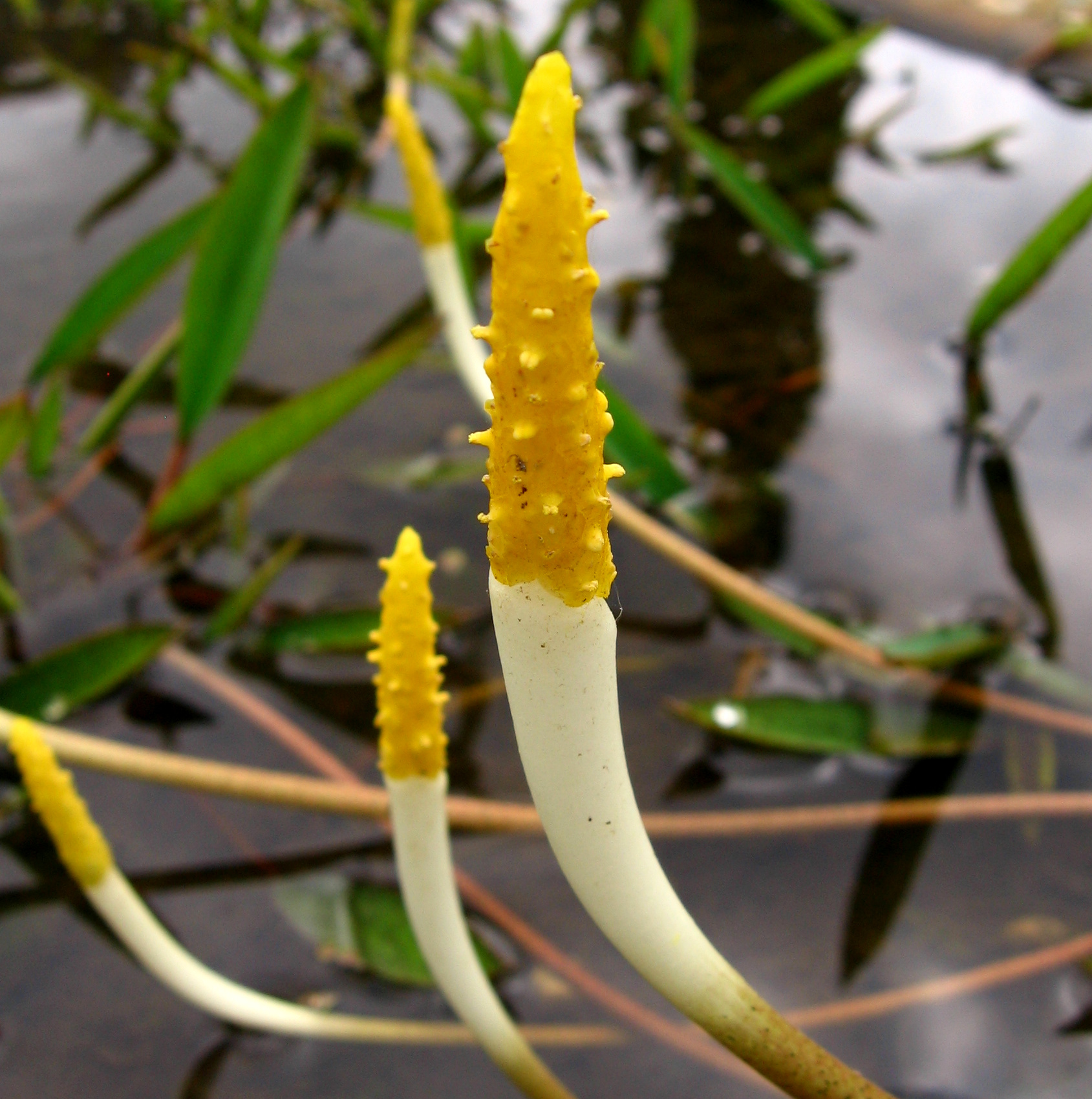
Vodoklas vodní (Orontium aquaticum); podčeleď Orontioideae
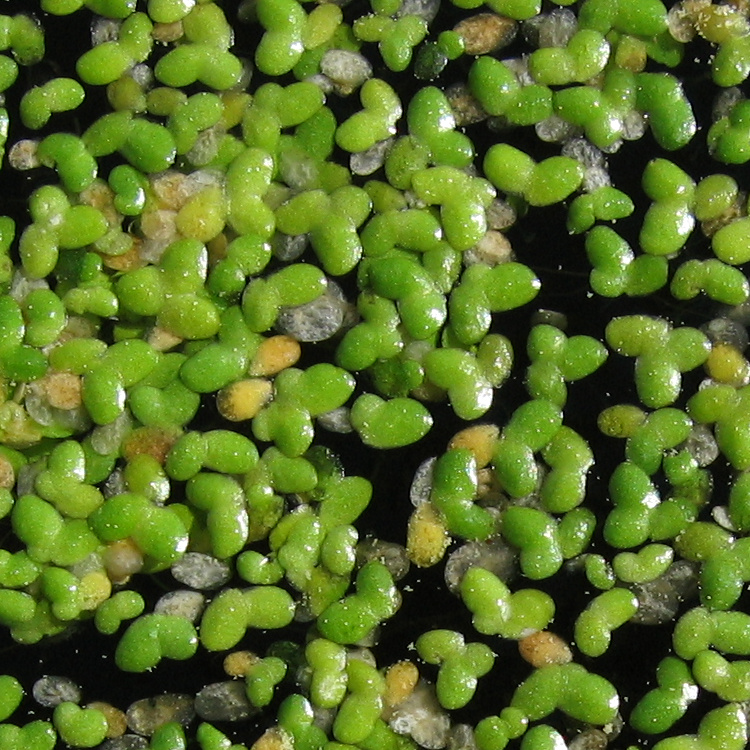
Okřehek menší (Lemna minor); podčeleď Lemnoideae
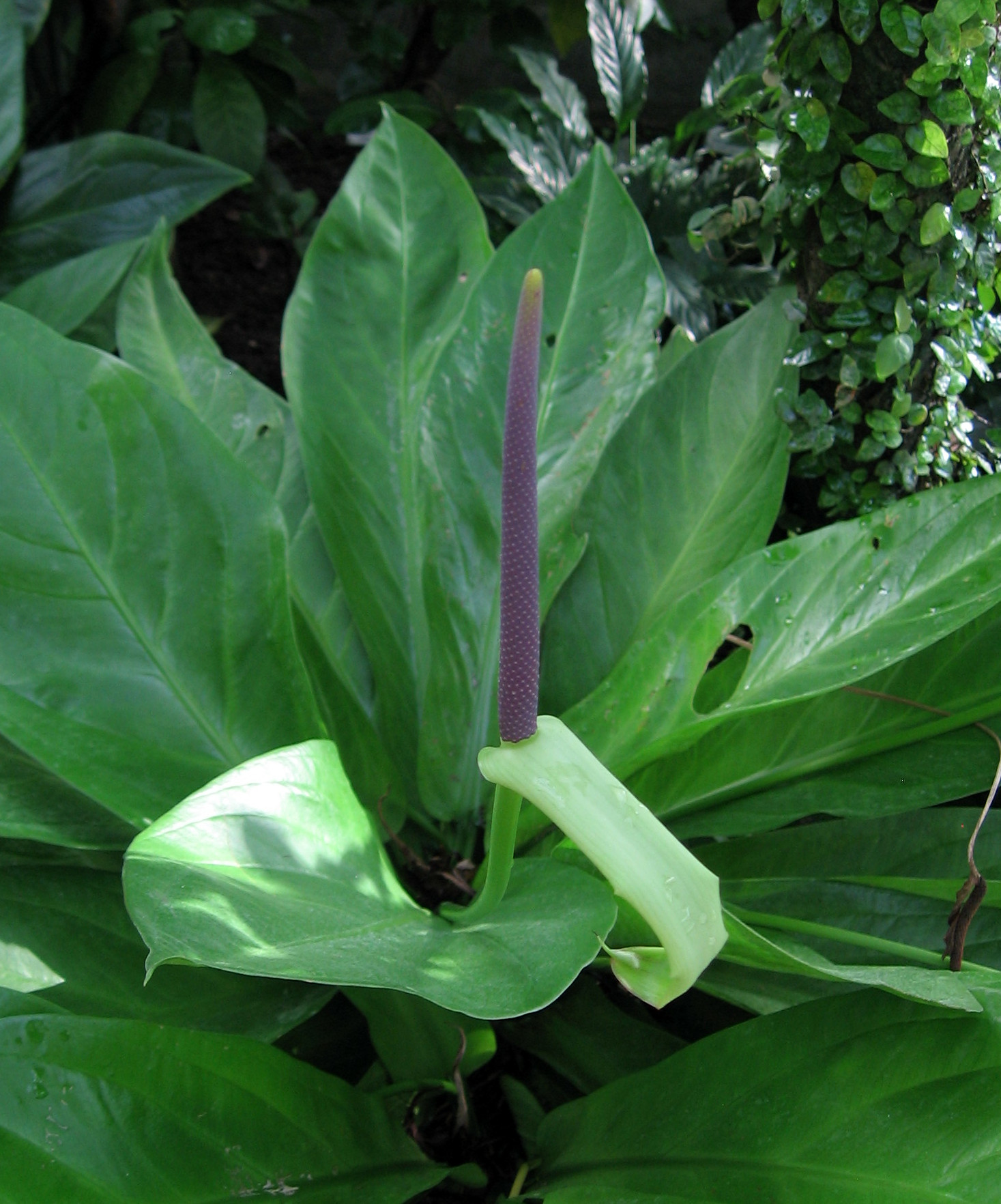
Toulitka Anthurium hookeri; podčeleď Pothoideae

Pojetí čeledi a její zařazení do řádu se v průběhu vývoje taxonomie rostlin značně měnilo. Nejmodernější systém APG IV do ní zařazuje dříve samostatnou čeleď okřehkovité (Lemnaceae), která byla vyčleňována kvůli své extrémní redukci. Např. klasický Tachtadžjanův systém uznává také samostatnou čeleď Pistiaceae s druhem Pistia stratiotes, která je v nejmodernějších systémech rovněž řazena pod árónovité. Naopak některé starší systémy do čeledi árónovité řadí i puškvorec (Acorus). Ten má ale bazální postavení mezi jednoděložnými a je proto v systému APG IV řazen nejen do samostatné čeledi Acoraceae, ale dokonce i jako samostatný řád Acorales.
Čeleď árónovité je v systému APG IV řazena do řádu žabníkotvaré (Alismatales), ve starších systémech je často odlišován menší samostatný řád árónotvaré (Arales).

## Zástupci
Níže jsou uvedeni vybrání zástupci jednotlivých podčeledí.

### PodčeleďGymnostachydoideae
- Gymnostachys

### PodčeleďOrontioideae
- kapsovec (Lysichiton)
- skunkovka (Symplocarpus)
- vodoklas (Orontium)

### PodčeleďLemnoideae
- drobnička (Wolffia)
- okřehek (Lemna)
- závitka (Spirodela)

### PodčeleďPothoideae
- potos (Pothos)
- toulitka (Anthurium)

### PodčeleďMonsteroideae
- monstera (Monstera)
- rafidofora (Rhaphidophora)
- šplhavnice (Epipremnum)
- šplhavník (Scindapsus)
- toulcovka (Spathiphyllum)
- úzkosemenka (Stenospermation)

### PodčeleďLasioideae
- drakontyum (Dracontium)
- maota (Cyrtosperma)

### PodčeleďZamioculcadoideae
- kulkas (Zamioculcas), syn. zamiokulka

### PodčeleďAroideae
- aglaodorum (Aglaodorum)
- aglaonema (Aglaonema)
- alokázie (Alocasia)
- anubis (Anubias)
- arizéma (Arisaema)
- árón (Arum)
- áronovec (Arisarum)
- babelka (Pistia)
- biarum (Biarum)
- difenbachie (Dieffenbachia)
- drakovec (Dracunculus)
- ďáblík (Calla)
- filodendron (Philodendron)
- homaloména (Homalomena)
- kaládium (Caladium)
- kolokázie (Colocasia)
- kornoutovka (Zantedeschia)
- kryptokoryna (Cryptocoryne)
- kuňucha (Ambrosina)
- lagenandra (Lagenandra)
- pinelie (Pinellia)
- remuzacie (Remusatia)
- schismatoglotis (Schismatoglottis)
- stylochiton (Stylochaeton)
- syngonium (Syngonium)
- tyfónium (Typhonium)
- užovník (Sauromatum)
- xantosoma (Xanthosoma)
- zmijovec (Amorphophallus)[5]

## Seznam rodů
Adelonema,
Aglaodorum,
Aglaonema,
Alloschemone,
Alocasia,
Ambrosina,
Amorphophallus,
Amydrium,
Anadendrum,
Anaphyllopsis,
Anaphyllum,
Anchomanes,
Anthurium,
Anubias,
Apoballis,
Aridarum,
Ariopsis,
Arisaema,
Arisarum,
Arophyton,
Arum,
Asterostigma,
Bakoa,
Biarum,
Bognera,
Bucephalandra,
Caladium,
Calla,
Callopsis,
Carlephyton,
Cercestis,
Chlorospatha,
Colletogyne,
Colobogynium,
Colocasia,
Croatiella,
Cryptocoryne,
Culcasia,
Cyrtosperma,
Dieffenbachia,
Dracontioides,
Dracontium,
Dracunculus,
Eminium,
Englerarum,
Epipremnum,
Fenestratarum,
Filarum,
Furtadoa,
Galantharum,
Gamogyne,
Gearum,
Gonatopus,
Gorgonidium,
Gymnostachys,
Hapaline,
Helicodiceros,
Hestia,
Heteroaridarum,
Heteropsis,
Holochlamys,
Homalomena,
Hottarum,
Incarum,
Jasarum,
Lagenandra,
Lasia,
Lasimorpha,
Lemna,
Leucocasia,
Lorenzia,
Lysichiton,
Mangonia,
Monstera,
Montrichardia,
Nephthytis,
Ooia,
Orontium,
Pedicellarum,
Peltandra,
Philodendron,
Philonotion,
Phymatarum,
Pichinia,
Pinellia,
Piptospatha,
Pistia,
Podolasia,
Pothoidium,
Pothos,
Protarum,
Pseudohydrosme,
Pycnospatha,
Remusatia,
Rhaphidophora,
Rhodospatha,
Rhynchopyle,
Sauromatum,
Scaphispatha,
Schismatoglottis,
Schottariella,
Schottarum,
Scindapsus,
Spathantheum,
Spathicarpa,
Spathiphyllum,
Spirodela,
Stenospermation,
Steudnera,
Stylochaeton,
Symplocarpus,
Synandrospadix,
Syngonium,
Taccarum,
Thaumatophyllum,
Theriophonum,
Typhonium,
Typhonodorum,
Ulearum,
Urospatha,
Vietnamocasia,
Wolffia,
Wolffiella,
Xanthosoma,
Zamioculcas,
Zantedeschia,
Zomicarpa,
Zomicarpella